# Lepanthes pseudocaulescens
Lepanthes pseudocaulescens är en orkidéart som beskrevs av Lyman Bradford Smith och S.K.Harris. Lepanthes pseudocaulescens ingår i släktet Lepanthes och familjen orkidéer. Inga underarter finns listade i Catalogue of Life.